# Sébastien Frey
Sébastien Frey (ur. 18 marca 1980 roku w Thonon-les-Bains) – francuski piłkarz występujący na pozycji bramkarza. Jego młodszy brat – Nicholas także jest piłkarzem.

## Kariera klubowa
Sébastien Frey zawodową karierę rozpoczynał w AS Cannes. Został włączony do kadry tego zespołu w sezonie 1997/1998, w którym zaliczył także pięć występów dla drużyny rezerw. Dla pierwszego zespołu AS Cannes francuski bramkarz rozegrał 24 ligowe mecze, po czym trafił do Interu Mediolan. W debiutanckim sezonie pełnił rolę rezerwowego dla Gianluki Pagliuki i wystąpił w siedmiu spotkaniach Serie A. Zadebiutował 21 marca 1999 roku w wygranym 4:0 pojedynku z Sampdorią. Na kolejne rozgrywki Frey został wypożyczony do Hellas Werona, gdzie wywalczył sobie miejsce w podstawowej jedenastce i rozegrał łącznie 30 ligowych pojedynków. Następnie powrócił do Interu, gdzie tym razem miał już zapewnione miejsce w wyjściowym składzie. Francuz zaliczył 28 występów i zajął z zespołem piątą lokatę w tabeli Serie A. Latem 2001 roku wychowanek AS Cannes za około pięć milionów euro oraz Portugalczyka Sérgio Conceição odszedł do drużyny AC Parma, gdzie miał zastąpić Gianluigi Buffona. W debiutanckim sezonie razem z ekipą "Gialloblu" Frey wywalczył Puchar Włoch. Na Stadio Ennio Tardini francuski zawodnik spędził łącznie pięć lat. W tym czasie wystąpił w 132 meczach Serie A i wpuścił 185 bramek. 24 czerwca 2005 roku Frey na zasadzie wypożyczenia zasilił ACF Fiorentina, gdzie o miejsce między słupkami rywalizował z Rumunem Bogdanem Lobontem. Po zakończeniu rozgrywek działacze Fiorentiny wykupili francuskiego golkipera na stałe. Frey nie miał już żadnych problemów z wywalczeniem sobie miejsca w pierwszym składzie i w sezonie 2006/2007 zagrał w każdym z 38 meczów pierwszej ligi. Następnie pozyskaniem Francuza interesowało się kilka innych klubów, jednak ten ostatecznie pozostał na Stadio Artemio Franchi. 1 sierpnia 2008 roku Frey przedłużył swój kontrakt z "Fioletowymi" do 2013 roku. 29 lipca 2011 roku przeszedł do zespołu Genoa CFC. W 2013 roku został zawodnikiem Bursasporu. W 2015 roku zakończył karierę.
| Sezon   | Klub           | Kraj    | Rozgrywki         | Mecze |
| ------- | -------------- | ------- | ----------------- | ----- |
| 1997/98 | AS Cannes      | Francja | Première Division | 24    |
| 1998/99 | Inter Mediolan | Włochy  | Serie A           | 7     |
| 1999/00 | Hellas Werona  | Włochy  | Serie A           | 30    |
| 2000/01 | Inter Mediolan | Włochy  | Serie A           | 28    |
| 2001/02 | Parma F.C.     | Włochy  | Serie A           | 29    |
| 2002/03 | Parma F.C.     | Włochy  | Serie A           | 34    |
| 2003/04 | Parma F.C.     | Włochy  | Serie A           | 33    |
| 2004/05 | Parma F.C.     | Włochy  | Serie A           | 36    |
| 2005/06 | ACF Fiorentina | Włochy  | Serie A           | 18    |
| 2006/07 | ACF Fiorentina | Włochy  | Serie A           | 38    |
| 2007/08 | ACF Fiorentina | Włochy  | Serie A           | 35    |
| 2008/09 | ACF Fiorentina | Włochy  | Serie A           | 37    |
| 2009/10 | ACF Fiorentina | Włochy  | Serie A           | 36    |
| 2010/11 | ACF Fiorentina | Włochy  | Serie A           | 11    |
| 2011/12 | Genoa CFC      | Włochy  | Serie A           | 38    |
| 2012/13 | Genoa CFC      | Włochy  | Serie A           | 36    |
| 2013/14 | Bursaspor      | Turcja  | Süper Lig         | 27    |
| 2014/15 | Bursaspor      | Turcja  | Süper Lig         | 0     |

## Kariera reprezentacyjna
Po raz pierwszy do reprezentacji Francji Frey został powołany w 2004 roku na mecz z Polską, który został rozegrany 17 listopada. W drużynie narodowej zadebiutował jednak dopiero 21 listopada 2007 roku w spotkaniu eliminacyjnym do Euro 2008 przeciwko Ukrainie. Następnie Raymond Domenech powołał go do 23-osobowej kadry reprezentacji Francji na mistrzostwa, jednak na turnieju pierwszym bramkarzem "Trójkolorowych" był Grégory Coupet. 20 sierpnia 2008 roku Frey poinformował, że kończy reprezentacyjną karierę.